# 符腾堡山顶墓堂

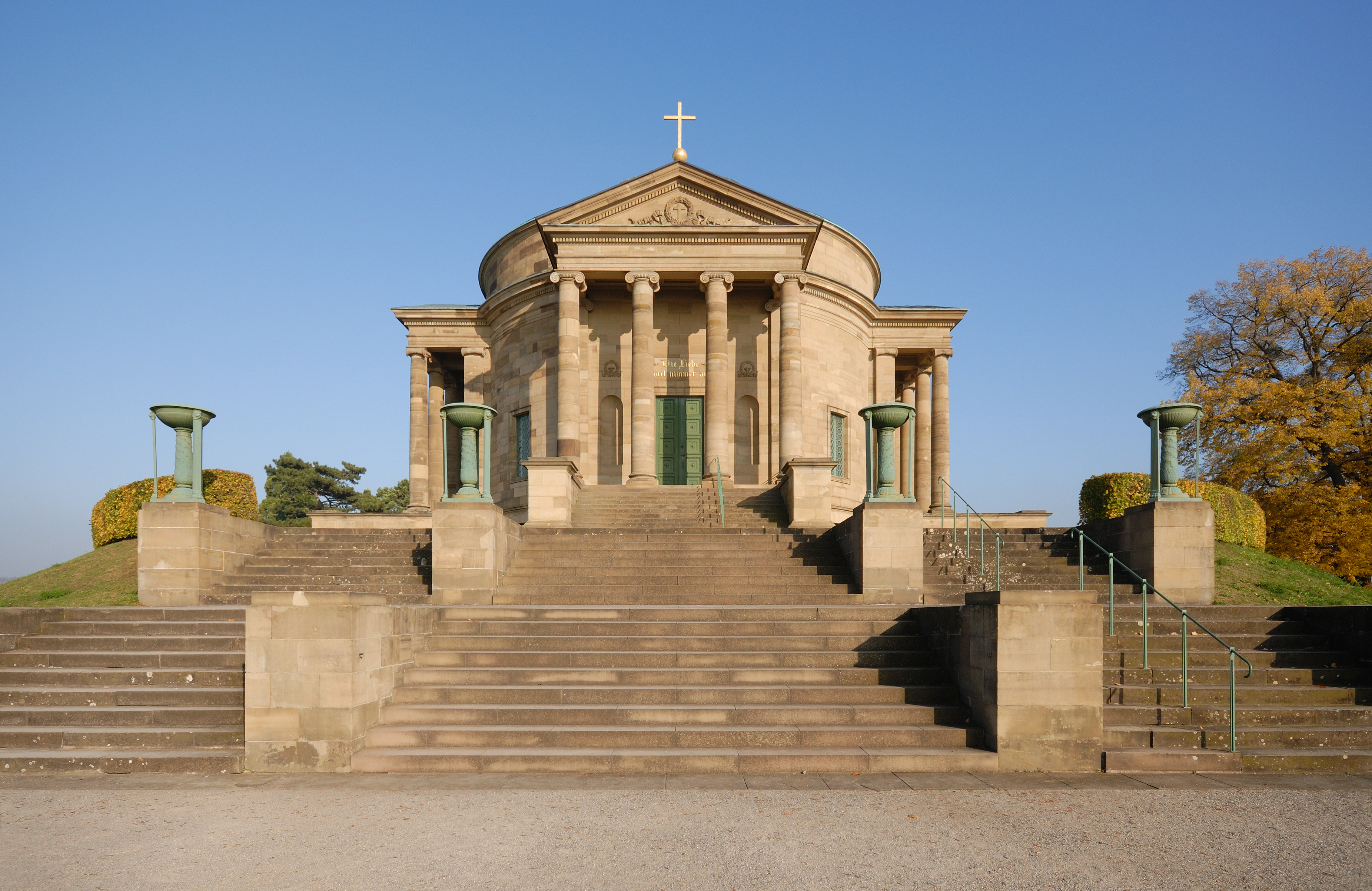
维腾姆山山顶墓堂正面

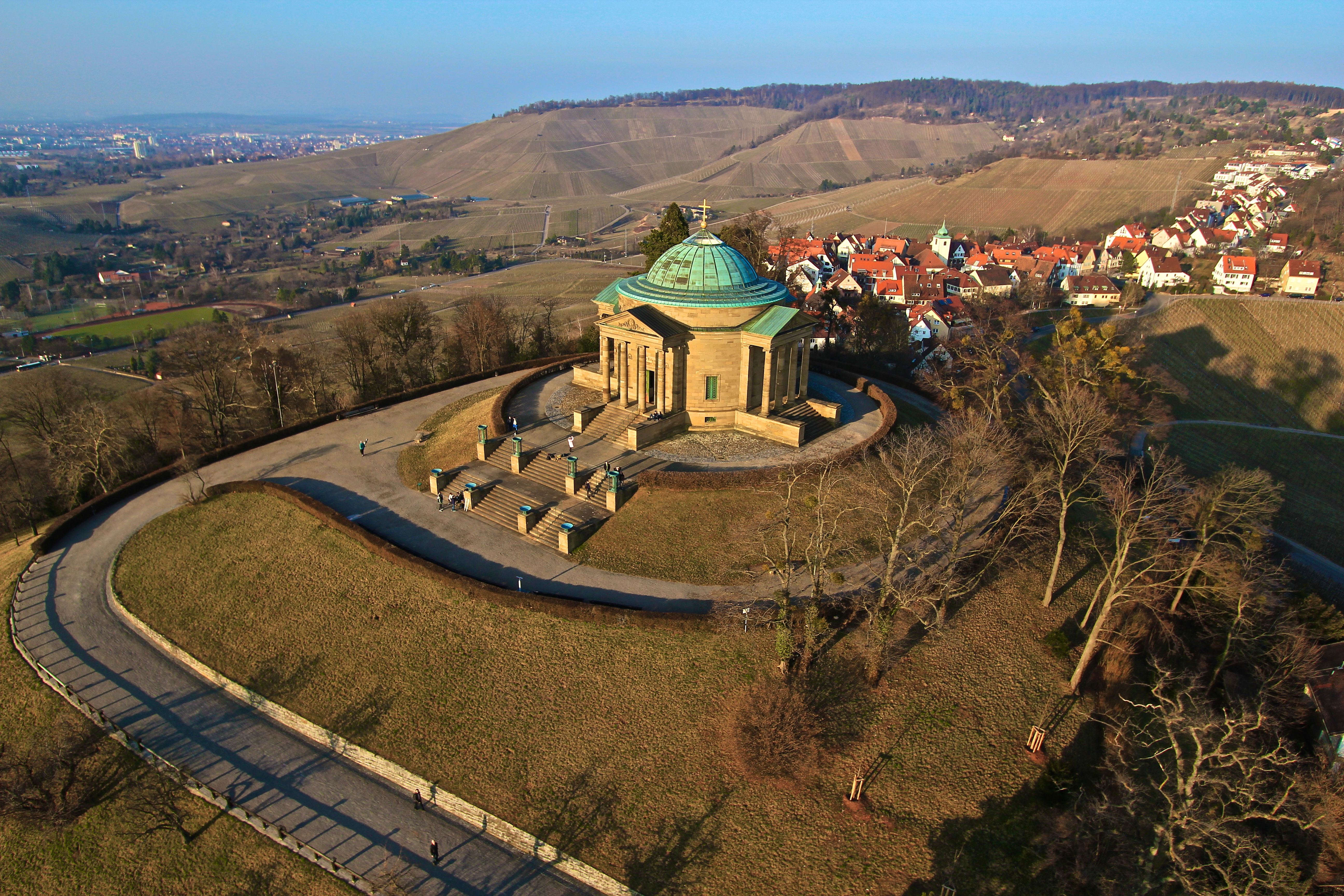
维腾姆山山顶墓堂（航拍）

符腾堡山顶墓堂（德語：Grabkapelle auf dem Württemberg）是位于德國斯图加特市红山区的一座陵墓。这座墓堂坐落于维腾姆山的山顶。它是为了维腾姆的威尔海姆一世的第二位妻子葉卡捷琳娜·巴甫洛夫娜女大公而修筑的。国王威尔海姆一世及他们共同的女儿瑪麗·弗蕾德里克·夏洛特也安葬于此。

## 链接
- 墓堂官方网站 （页面存档备份，存于）
- www.historisches-wuerttemberg.de上的信息和照片
- 1824年的维腾姆山山顶墓堂 （页面存档备份，存于）